# Dacus keiseri
Dacus keiseri är en tvåvingeart som först beskrevs av Erich Martin Hering 1956.  Dacus keiseri ingår i släktet Dacus och familjen borrflugor.
Artens utbredningsområde är Sri Lanka. Inga underarter finns listade i Catalogue of Life.